# セントレア東インターチェンジ
セントレア東インターチェンジ（せんとれあひがしインターチェンジ）は、愛知県常滑市セントレアにある自動車専用道路・中部国際空港連絡道路（セントレアライン）のインターチェンジである。半田中央方面のみ出入り可能なハーフICである。

## 歴史
2005年1月30日に開通。当ICは常滑市セントレア三丁目にあるため、愛知県道路公社は当初IC名のセントレアを地名と解釈し、地名をローマ字表記とする『道路標識、区画線及び道路標示に関する命令』（標識令）に基づき英字名を「Sentorea-higashi」とする予定であった。しかし建設中にこの表記の出口標識を確認した中部国際空港株式会社が道路公社に異議を唱え、セントレアの正式表記である「Centrair」に変更するよう申し入れた。
要請を受けた道路公社が再検討した結果、「セントレア / Centrair」の愛称が既に市民の間で浸透していることを認め、地名ではなく固有名詞と解釈することで「Centrair」表記に変更することにした。ただし既に「Sentorea-higashi」と表記した出口看板が完成しているため、同標識の当該部分にシートで「Centrair」に上書きすることで変更に対応した。
料金はりんくう本線料金所での支払いとなるため、当ICに料金所は存在しない。

## 周辺
- 中部国際空港港湾・貨物地区

※旅客ターミナル利用の場合は本線を直進し、進入する。
- 中部空港警察署
- 愛知県中部空港合同庁舎

## 隣
E87 中部国際空港連絡道路（セントレアライン）
りんくうIC - りんくうTB - セントレア東IC